# ネマニャ・イヴァノヴィッチ
ネマニャ・イヴァノヴィッチ（Nemanja Ivanović (セルビア語: Немања Ивановић、1997年5月14日 - ）は、セルビア・ベオグラード出身のプロサッカー選手。セルビア・スーペルリーガ・FKムラドスト・ルチャニ所属。ポジションは、フォワード。

## 経歴
2019年1月、ウクライナ・プレミアリーグのFCゾリャ・ルハーンシクと2年契約を結んだ。